# Aquí estoy (álbum de Lucero)
Aquí estoy es el vigésimo segundo álbum de estudio de la actriz y cantante mexicana Lucero, publicado el 14 de noviembre de 2014 bajo el sello Universal Music Latino. "Aquí estoy" es el primer álbum en solitario de la cantante desde "Mi secreto de amor (2011)", álbum que consiste en regrabaciones de los más grandes éxitos de la cantante mexicana Ana Gabriel, que al escuchar el álbum dijo, que no habría nadie mejor que Lucero para presentar sus canciones a la nueva generación.

"Estas canciones, me acercaron a muchos corazones y, al escucharlas en la voz de una artista tan querida, admirada y amada, como LUCERO, comprendí que las canciones no tienen edad, y con su voz  llegarán a una generación diferente…estoy agradecida de que  haya elegido cantárselas en la forma que sólo ella puede hacerlo. Ustedes, su público, también se sentirán orgullosos. Le deseo todo lo bueno que el Universo le tiene preparado… Gracias LUCERO!".
Ana Gabriel

Lucero comenzó a trabajar en este nuevo álbum en la primera mitad de 2014 junto al productor Carlos Cabral Jr. por primera vez, el cual ha trabajado con Ana Gabriel, Rocío Dúrcal, Ana Bárbara, Ricardo Arjona y Pepe Aguilar entre otros y ganador de diversos Latin Grammys.  Este es el primer materia discográfico en el que la artista interpreta música pop y ranchero en el mismo álbum, dos estilos constantes en su repertorio, rompiendo su tradición de lanzar un álbum conscutivo de cada estilo cada año, según la propia artista, los dos géneros (además de ser de su gusto personal) sirvieron como tributo a la versatilidad de "Ana Gabriel" logrando éxito en la interpretación de ambos géneros.
En general, el álbum recibió críticas mixtas de sitios especializados que subrayaron la buena calidad de la interpretación de las canciones, destacando principalmente la parte ranchera en la que Lucero explora muy bien su poder vocal. Esto llevó a eclipsar la parte pop del álbum en el que la cantante no emociona con su interpretación siendo algo monótona. La sección en DVD también fue parcialmente criticada por su configuración simple y poco cambio de vestuario. Los dos primeros sencillos del álbum, el tema ranchero "No Entiendo" y el tema pop "Ay Amor", fueron lanzados el 27 de octubre de 2014 en descarga digital desde la tienda en línea "iTunes".

## Antecedentes
"Aquí estoy" representa el regreso de Lucero a la música exactamente un año después del lanzamiento de su tercer álbum en vivo Lucero en concierto, así como un período turbulento debido a la controversia en la que la artista se involucró en la publicación de fotos personales de ella con su novio "Michel Kuri" practicando caza de animales en enero de 2014; como consecuencia, Lucero fue severamente criticada por su público, los medios y los ambientalistas en general, perjudicando además la promoción y ventas de su álbum "En concierto", cancelar su contrato con la compañía "Pantene" con la cual tenía bastantes años de trabajar en conjunto, haber dejado de participar en el "Festival Internacional de la Canción de Viña del Mar" en Chile y perder la oportunidad de trabajar en próxima telenovela de televisa "La malquerida", en la que interpretaría al antagonista. Solo en mayo, Lucero volvería discretamente al centro de atención al participar en el "Teletón" de Guatemala y El Salvador.
A mitades del mes de julio, Lucero anunció su salida de Televisa, donde permaneció durante 33 años, firmando un contrato con la cadena estadounidense "Telemundo" por una fuerte cantidad de dinero, presentando el reality show "Yo soy el artista", que se estrenó en septiembre. Acción que provocó un veto de la cadena Televisa de México y su filial Univisión.
El 25 de septiembre de 2014, durante una entrevista sobre el éxito de "Yo soy el artista", Lucero confirmó que estaba trabajando en su siguiente álbum; el cual se compondría de baladas románticas y rancheras. El 16 de octubre del mismo año, el sitio web oficial de "Yo soy el artista" publicó que el álbum se llamaría "Aquí Estoy" y que el primer sencillo del álbum sería "No entiendo". El mismo día, Lucero lanzó la portada del álbum a través de su perfil oficial de "Facebook" y confirmó que se lanzaría en un formato de CD+DVD.

## Realización y Promoción
El 19 de octubre, el día en que Lucero interpretaría el primer sencillo del álbum en vivo por primera vez, durante una entrevista rápida en los estudios de "Yo soy el artista, nuevamente confirmó que la versión física de "Aquí estoy" vendría en formato CD+DVD y su lanzamiento oficial se realizaría el 18 de noviembre. El 21 de octubre, Lucero lanzó a través de sus perfiles en Facebook y Twitter, una lista de todas las pistas que estarían presentes en los dos formatos del álbum: en "Edición de Lujo" con dieciséis canciones que se lanzarían en México y otros países de América Latina, y el formato estández que contendría catorce para los Estados Unidos y Puerto Rico.
Su segundo sencillo, "Ay Amor", también fue anunciado por Lucero y su programa de radio en Facebook: "Qué onda, Lucero", así como el vídeo fue estrenado por el canal de su discográfica "Universal Music" en Youtube el mismo día que "No Entiendo". Ambos sencillos fueron estrenados como descarga digital de la tienda iTunes el 27 de septiembre de 2014. El 19 de noviembre, el video del sencillo "No Entiendo" fue lanzado en el canal oficial VEVO de Lucero.
A partir del 26 de octubre, el álbum estaba disponible para pre-pedido en descarga digital desde la plataforma iTunes y otras plataformas digitales, que se lanzaría el 17 de noviembre. Aún con la intención de promocionar el álbum, iTunes y el canal oficial de Universal Music en YouTube lanzaron los sencillos "Mi Talismán" y "Evidencias" el 3 de noviembre de 2014. El 8 de noviembre, Lucero publicó el lanzamiento anticipado del álbum para el 14 de noviembre solo en México, debido al evento comercial "Buen fin" que se realiza anualmente en todo el país, y que el álbum estaría disponible a un precio promocional hasta el 17 de noviembre. El 17 de noviembre, Aquí estoy estaba completamente disponible como descarga digital en iTunes y otras plataformas digitales en México, Estados Unidos, América Latina, España e Irlanda
El álbum consiste en covers de algunos de los mayores éxitos de la popular cantante mexicana Ana Gabriel y es el segundo álbum de Lucero dedicado a otro músico; el primero fue Quiéreme tal como soy (2006), en el que grabó los principales éxitos del músico y escritor Rafael Pérez Botija. En "Aquí Estoy", Lucero seleccionó canciones compuestas por la misma Ana Gabriel y otras que también fueron grabadas por la segunda en su momento pero escritas por compositores mexicanos como José Alfredo Jiménez y Cuco Sánchez, y otras que fueron originalmente escritas por compositores y músicos brasileños como Paulo Massadas, Michael Sullivan, José Augusto, Paulo Sérgio Valle, Carlos Colla y Chico Roque. Temas como "Evidências", "Pecado Original", "Soledad" y "Ni un roce", popularizadas por artistas brasileños como Sandra de Sá, Chitãozinho & Xororó y Underwear, también tuvieron éxito en las versiones de México y América Latina siendo interpretadas por Ana Gabriel. Las dieciséis pistas del álbum consisten en ocho canciones pop y ocho rancheras.  Los videoclips de todas las canciones que Lucero grabó para el DVD del álbum fueron dirigidos por Cristóbal Valecillos.
El álbum debutó en Billboard en el Top 10 obteniendo los primeros lugares de venta en tiendas digitales y le aportó 2 nominaciones a los premios Billboard Latin Music Awards. Además los sencillos "No Entiendo", "Ay Amor", "Quien Como Tú" (también en su versión a dueto con Luis Fonsi), "Evidencias" y "Pecado Original" (estos 2 últimos sin ser sencillos) lograron posicionarse en los primeros lugares de popularidad en radios internacionales.
El 2 de diciembre de 2014, durante una entrevista, Lucero afirmó que probablemente para el próximo año interpretaría algún tema junto a la cantante Ana Gabriel, el 7 de diciembre de 2014, durante el último episodio del programa "Yo soy el artista" por la cadena Telemundo; Lucero interpretó junto a Luis Fonsi el tema "Quién como tú"; convirtiéndose en el siguiente sencillo a promocionar del álbum.
En enero de 2015, "Aquí estoy" fue elegido por la compañía certificadora AMPROFON como uno de los diez mejores álbumes de 2014.  El 30 de abril de 2015, Lucero fue nominada para los Premios Billboard de la Música Latina, en la categoría "Artista femenina del año: Mejor álbum latino", pero perdió ante la cantante Jenni Rivera.
El 13 de febrero de 2015, Lucero lanzó a través de su canal oficial VEVO, los videoclips de las otras canciones del álbum que componen el DVD de la edición de lujo. El 24 de febrero de 2015, Lucero lanzó como descarga digital del sencillo "Quién como tú" en el cual hace dueto con el cantante puertorriqueño Luis Fonsi y estrene el vídeo del mismo tema.
Finalmente, el 29 de abril de 2015, durante la ceremonia de premiación de los XXV Premios Billboard a la música latina, celebrados en la ciudad de Miami, USA; Lucero y Ana Gabriel interpretaron juntas el tema "Quién como tú".  El 2 de octubre de 2015, la cadena televisiva Telemundo anunció que Lucero sería la conductora de la primera edición de los nuevos premios "Latin American Music Awards" a transmitirse el 8 de octubre en el "Dolby Theater" en Hollywood, California.

## Lista de canciones
| Aquí estoy (Estándar) |                        |                                           |          |  |
| N.º                   | Título                 | Escritor(es)                              | Duración |  |
| 1.                    | «Quién como tú»        | Ana Gabriel                               | 3:31     |  |
| 2.                    | «Ay amor»              | Gabriel                                   | 3:31     |  |
| 3.                    | «Simplemente amigos»   | Gabriel                                   | 3:28     |  |
| 4.                    | «Evidencias»           | Gabriel, José Augusto, Paulo Sergio Valle | 4:20     |  |
| 5.                    | «Soledad»              | Gabriel, Chico Roque, Carlos Colla        | 3:47     |  |
| 6.                    | «Pecado original»      | Gabriel, Michael Sullivan, Paulo Massadas | 3:32     |  |
| 7.                    | «Y aquí estoy»         | Gabriel                                   | 4:02     |  |
| 8.                    | «Ni un roce»           | Gabriel, Michael Sullivan, Paulo Massadas | 4:43     |  |
| 9.                    | «Es demasiado tarde»   | Gabriel                                   | 4:07     |  |
| 10.                   | «Tú lo decidiste»      | Gabriel                                   | 3:44     |  |
| 11.                   | «Ahora»                | Gabriel                                   | 3:17     |  |
| 12.                   | «Vámonos»              | José Alfredo Jiménez                      | 3:08     |  |
| 13.                   | «Mi talismán»          | Gabriel, Paulo Massadas, Miguel Plopschi  | 4:02     |  |
| 14.                   | «Qué manera de perder» | Cuco Sánchez                              | 3:14     |  |
| 15.                   | «No entiendo»          | Gabriel                                   | 3:42     |  |
| 16.                   | «A pesar de todos»     | Gabriel                                   | 3:37     |  |
| 1:00:21               |                        |                                           |          |  |

| Aquí estoy (Edición americana) |                        |                                           |          |  |
| N.º                            | Título                 | Escritor(es)                              | Duración |  |
| 1.                             | «Quién como tú»        | Ana Gabriel                               | 3:31     |  |
| 2.                             | «Ay amor»              | Gabriel                                   | 3:31     |  |
| 3.                             | «Simplemente amigos»   | Gabriel                                   | 3:28     |  |
| 4.                             | «Evidencias»           | Gabriel, José Augusto, Paulo Sergio Valle | 4:20     |  |
| 5.                             | «Soledad»              | Gabriel, Chico Roque, Carlos Colla        | 3:47     |  |
| 6.                             | «Pecado original»      | Gabriel, Michael Sullivan, Paulo Massadas | 3:32     |  |
| 7.                             | «Y aquí estoy»         | Gabriel                                   | 4:02     |  |
| 8.                             | «Es demasiado tarde»   | Gabriel                                   | 4:07     |  |
| 9.                             | «Tú lo decidiste»      | Gabriel                                   | 3:44     |  |
| 10.                            | «Ahora»                | Gabriel                                   | 3:17     |  |
| 11.                            | «Mi talismán»          | Gabriel, Paulo Massadas, Miguel Plopschi  | 4:02     |  |
| 12.                            | «Qué manera de perder» | Cuco Sánchez                              | 3:14     |  |
| 13.                            | «No entiendo»          | Gabriel                                   | 3:42     |  |
| 14.                            | «A pesar de todos»     | Gabriel                                   | 3:37     |  |
| 49:54                          |                        |                                           |          |  |

## Créditos de realización

### Canciones pop
- Lucero - Voz
- Carlos Cabral Jr. - Arreglos, Bajo, Dirección, Guitarra, Mezclas, Productor, Grabación, Cuerdas
- Roberto Vally - Bajo
- Lee Levin - Batería
- Bob Bernstein - Guitarra
- Eric Hannon - Programación
- César Benítez - Arreglos
- Ramón Flores - Trompeta
- Alex Carballo - Trombón
- Terry Landry - Saxofón (fuerte, tenor)
- Juan Manuel Cortéz - Cuerdas
- Harry Scorzo - Violoncello
- Pablo Méndez - Violín
- Jacqueline Susuki - Violín
- Anna Adkisson - Violín
- Elaine Tubinis - Violín
- Jennifer Walton - Violín
- Leticia Sierra - Violín
- Alan William - Violoncello
- Diana Parmeter - Violonchelo
- Analy Gerardo - Coros
- Lorena Cabral - asistente de producción, contratación

### Canciones con mariachi
- Lucero - Voz
- Juan Manuel Cortés - Arreglos, adaptación, cuerdas
- Júnior Cabral - Guitarra, programación
- Juan Jiménez - Guitarra
- German López - Vihuela
- Jonathan Palomar - guitarra
- Samuel Nolasco - trompeta
- Jair Alcalá - Acordeón
- Santiago Maldonado - Arpa
- Harry Scorzo - Violoncello, cuerdas